# Schefflera euthytricha
Schefflera euthytricha är en araliaväxtart som beskrevs av Albert Charles Smith. Schefflera euthytricha ingår i släktet Schefflera och familjen araliaväxter. IUCN kategoriserar arten globalt som otillräckligt studerad.
Artens utbredningsområde är Fiji. Inga underarter finns listade.